# Euroliga Femenina 2020-21
La Euroliga Femenina 2020-21 fue la 63. ª edición del campeonato europeo de clubes femeninos baloncesto organizado por FIBA, y la 25. ª edición desde que fue rebautizado como Euroliga Femenina.

## Procedencia de los equipos
Un total de 18 equipos de 10 países participarán en la Euroliga Femenina 2020-21.

### Equipos
Posiciones de liga de la temporada anterior mostradas entre paréntesis:
- Abd: Posiciones ligueras de temporada abandonada debido a la pandemia de COVID-19 según lo determinado por las ligas.

| Fase regular                    | Fase regular               |
| ------------------------------- | -------------------------- |
| ZVVZ USK Praha (Abd-1º)         | VBW Arka Gdynia (Abd-1º)   |
| LDLC ASVEL Féminin (Abd)        | UMMC Ekaterinburg (Abd-1º) |
| Tango Bourges Basket (Abd)      | Dynamo Kursk (Abd-2º)      |
| Basket Landes (Abd)             | Nadezhda Orenburg (Abd-3º) |
| Sopron Basket (Abd-1º)          | Perfumerías Avenida (Abd)  |
| Famila Schio (Abd)              | Fenerbahçe (Abd)           |
| TTT Riga (Abd-1º)               | Galatasaray (Abd)          |
| Fase de clasificación           |                            |
| Aluinvent DVTK Miskolc (Abd-2º) | Spar Girona (Abd)          |
| ACS Sepsi SIC (Abd)             | İzmit Belediyespor (Abd)   |

## Fechas y sorteo

### Sorteo
El sorteo se celebró el 17 de agosto de 2020 en Munich, Alemania. Los 16 equipos se dividieron en dos grupos de ocho. Para el sorteo, los equipos fueron clasificados en ocho cabezas de serie.
| Bombo 1                        | Bombo 2                      | Bombo 3                         | Bombo 4                        |
| ------------------------------ | ---------------------------- | ------------------------------- | ------------------------------ |
| UMMC Ekaterinburg Dynamo Kursk | Sopron Basket ZVVZ USK Praha | Fenerbahçe Tango Bourges Basket | Famila Schio Nadezhda Orenburg |

| Bombo 5                      | Bombo 6                        | Bombo 7                       | Bombo 8                           |
| ---------------------------- | ------------------------------ | ----------------------------- | --------------------------------- |
| Perfumerías Avenida TTT Riga | Galatasaray LDLC ASVEL Féminin | Basket Landes VBW Arka Gdynia | Clasificatorio 1 Clasificatorio 2 |

## Cambio de formato
Después de tomar en consideración la situación epidemiológica en Europa y de consultar con las partes interesadas de la competencia, la Junta de FIBA Europa aprobó los cambios de formato para la temporada 2020-21 de la Euroliga Femenina.
Con el fin de proteger la salud y garantizar la seguridad de las jugadoras, entrenadores y árbitros, pero también para salvaguardar una competición justa y organizar adecuadamente las operaciones del juego, se ha tomado la decisión de organizar la competición en grupos con un formato modificado.
FIBA Europa desarrolló múltiples opciones que luego fueron consultadas con los clubes y sus Federaciones Nacionales, antes de que la Junta Directiva aprobara el siguiente formato y todas las enmiendas relacionadas al Reglamento de la Euroliga Femenina temporada 2020-21:
- Los clasificatorios se jugarán en un solo lugar central en partidos de eliminación simple el 28 o 29 de octubre de 2020
- La temporada regular se jugará con un nuevo sistema de competición más corto: cuatro grupos de cuatro clubes en la temporada regular
- Cada uno de los grupos de la temporada regular para se jugará en dos centros separados en sedes individuales con cada club jugando tres partidos por centro, lo que equivale a seis partidos de la temporada regular
- El primer centro de la temporada regular se llevará a cabo del 29 de noviembre al 5 de diciembre de 2020, con el segundo centro de la temporada regular del 17 al 23 de enero de 2021
- Los dos mejores clubes de cada grupo de la temporada regular avanzan a los cuartos de final, y los equipos en tercer lugar NO se transfieren a la EuroCup Femenina debido a restricciones de calendario
- Los cuartos de final se jugarán a dos partidos en un solo lugar (dos emparejamientos por lugar), con los ganadores avanzando a la Final Four
- Los centros de cuartos de final se llevarán a cabo del 14 al 20 de marzo de 2021.

## Fase de clasificación
Los partidos de clasificación se jugaron el 28 de octubre.
| Equipo 1               | Resultado | Equipo 2           |
| ---------------------- | --------- | ------------------ |
| Aluinvent DVTK Miskolc | 68–85     | İzmit Belediyespor |
| Spar Girona            | 76–54     | ACS Sepsi SIC      |

## Fase regular
Los dos mejores equipos de cada grupo se clasificarán para los cuartos de final.
Si los equipos están empatados al final de la temporada regular, los desempates se aplican en el siguiente orden:
1. Récord cara a cara
2. Diferencial de punto cabeza a cabeza
3. Puntos cara a cara anotados
4. Diferencia de puntos para toda la temporada regular
5. Puntos anotados durante toda la temporada regular

### Grupo A
- Jornadas 1–3: 1 al 4 de diciembre de 2020 en Caferaga Sport Saloon de Estambul (Turquía)
- Jornadas 4–6: 19 al 25 de enero de 2021 en Pabellón Municipal de Würzburg de Salamanca (España)

|                                                                                         | Equipo              | J | G | P | PF  | PC  | DP   | Puntos |
| --------------------------------------------------------------------------------------- | ------------------- | - | - | - | --- | --- | ---- | ------ |
| 1                                                                                       | Perfumerías Avenida | 5 | 5 | 0 | 432 | 304 | 128  | 10     |
| 2                                                                                       | Dynamo Kursk        | 5 | 2 | 3 | 369 | 368 | 1    | 7      |
| 3                                                                                       | Nadezhda Orenburg   | 5 | 2 | 3 | 299 | 401 | -102 | 7      |
| 4                                                                                       | İzmit Belediyespor  | 3 | 0 | 3 | 219 | 246 | -27  | 3      |
| Fuente: FIBA: Clasificación de la Euroliga Femenina - Grupo A; actualización automática |                     |   |   |   |     |     |      |        |

### Grupo B
- Jornadas 1–3: 1 al 4 de diciembre de 2020 en Metro Energy Sports Hall de Estambul (Turquía)
- Jornadas 4–6: 19 al 22 de enero de 2021 en Královka Arena de Praga (República Checa)

|                                                                                         | Equipo             | J | G | P | PF  | PC  | DP  | Puntos |
| --------------------------------------------------------------------------------------- | ------------------ | - | - | - | --- | --- | --- | ------ |
| 1                                                                                       | Fenerbahçe         | 6 | 5 | 1 | 481 | 416 | 65  | 11     |
| 2                                                                                       | LDLC ASVEL Féminin | 6 | 4 | 2 | 481 | 424 | 57  | 10     |
| 3                                                                                       | ZVVZ USK Praha     | 6 | 3 | 3 | 459 | 483 | -24 | 9      |
| 4                                                                                       | VBW Arka Gdynia    | 6 | 0 | 6 | 403 | 501 | -98 | 6      |
| Fuente: FIBA: Clasificación de la Euroliga Femenina - Grupo B; actualización automática |                    |   |   |   |     |     |     |        |

### Grupo C
- Jornadas 1–3: 1 al 4 de diciembre de 2020 en Pabellón Municipal Gerona-Fontajau de Gerona (España)
- Jornadas 4–6: 19 al 22 de enero de 2021 en Palasport Livio Romare de Venecia (Italia)

|                                                                                         | Equipo            | J | G | P | PF  | PC  | DP   | Puntos |
| --------------------------------------------------------------------------------------- | ----------------- | - | - | - | --- | --- | ---- | ------ |
| 1                                                                                       | UMMC Ekaterinburg | 6 | 6 | 0 | 535 | 381 | 154  | 12     |
| 2                                                                                       | Spar Girona       | 6 | 3 | 3 | 472 | 473 | -1   | 9      |
| 3                                                                                       | Famila Schio      | 6 | 3 | 3 | 431 | 456 | -25  | 9      |
| 4                                                                                       | TTT Riga          | 6 | 0 | 6 | 383 | 511 | -128 | 6      |
| Fuente: FIBA: Clasificación de la Euroliga Femenina - Grupo C; actualización automática |                   |   |   |   |     |     |      |        |

### Grupo D
- Jornadas 1–3: 1 al 4 de diciembre de 2020 en Novomatic Arèna Sopron de Sopron (Hungría)
- Jornadas 4–6: 19 al 22 de enero de 2021 en Palais des sports du Prado de Bourges (Francia)

|                                                                                         | Equipo               | J | G | P | PF  | PC  | DP  | Puntos |
| --------------------------------------------------------------------------------------- | -------------------- | - | - | - | --- | --- | --- | ------ |
| 1                                                                                       | Sopron Basket        | 6 | 6 | 0 | 437 | 364 | 73  | 12     |
| 2                                                                                       | Galatasaray          | 6 | 3 | 3 | 446 | 413 | 33  | 9      |
| 3                                                                                       | Basket Landes        | 5 | 1 | 4 | 304 | 387 | -83 | 6      |
| 4                                                                                       | Tango Bourges Basket | 5 | 1 | 4 | 345 | 368 | -23 | 6      |
| Fuente: FIBA: Clasificación de la Euroliga Femenina - Grupo D; actualización automática |                      |   |   |   |     |     |     |        |

## Playoffs
|  | Cuartos de final    | Cuartos de final  | Cuartos de final  |                     |                     | Semifinales            | Semifinales            | Semifinales            |    |  | Final | Final | Final |
|  |                     |                   |                   |                     |                     |                        |                        |                        |    |  |       |       |       |
|  |                     |                   |                   |                     |                     |                        |                        |                        |    |  |       |       |       |
|  |                     |                   |                   |                     |                     |                        |                        |                        |    |  |       |       |       |
|  | Perfumerías Avenida | 74                | 71                |                     |                     |                        |                        |                        |    |  |       |       |       |
|  | Perfumerías Avenida | 74                | 71                |                     |                     |                        |                        |                        |    |  |       |       |       |
|  | Spar Girona         | 66                | 65                |                     |                     |                        |                        |                        |    |  |       |       |       |
|  | Spar Girona         | 66                | 65                | Perfumerías Avenida | Perfumerías Avenida | 72                     |                        |                        |    |  |       |       |       |
|  |                     |                   |                   | Perfumerías Avenida | Perfumerías Avenida | 72                     |                        |                        |    |  |       |       |       |
|  |                     | Sopron Basket     | Sopron Basket     | 61                  |                     |                        |                        |                        |    |  |       |       |       |
|  | Sopron Basket       | Sopron Basket     | Sopron Basket     | 61                  | 94                  | 62                     |                        |                        |    |  |       |       |       |
|  | Sopron Basket       |                   |                   |                     | 94                  | 62                     |                        |                        |    |  |       |       |       |
|  | LDLC ASVEL Féminin  | 66                | 75                |                     |                     |                        |                        |                        |    |  |       |       |       |
|  | LDLC ASVEL Féminin  | 66                | 75                | Perfumerías Avenida | Perfumerías Avenida | 68                     |                        |                        |    |  |       |       |       |
|  |                     |                   |                   | Perfumerías Avenida | Perfumerías Avenida | 68                     |                        |                        |    |  |       |       |       |
|  |                     | UMMC Ekaterinburg | UMMC Ekaterinburg | 78                  |                     |                        |                        |                        |    |  |       |       |       |
|  | Fenerbahçe          | UMMC Ekaterinburg | UMMC Ekaterinburg | 78                  | 91                  | 61                     |                        |                        |    |  |       |       |       |
|  | Fenerbahçe          |                   |                   |                     | 91                  | 61                     |                        |                        |    |  |       |       |       |
|  | Galatasaray         | 74                | 71                |                     |                     |                        |                        |                        |    |  |       |       |       |
|  | Galatasaray         | 74                | 71                | Fenerbahçe          | Fenerbahçe          | 84                     |                        |                        |    |  |       |       |       |
|  |                     |                   |                   | Fenerbahçe          | Fenerbahçe          | 84                     |                        |                        |    |  |       |       |       |
|  |                     | UMMC Ekaterinburg | UMMC Ekaterinburg | 88                  |                     | Tercer y cuarto puesto | Tercer y cuarto puesto | Tercer y cuarto puesto |    |  |       |       |       |
|  | UMMC Ekaterinburg   | UMMC Ekaterinburg | UMMC Ekaterinburg | 88                  | 80                  | Tercer y cuarto puesto | Tercer y cuarto puesto | Tercer y cuarto puesto | 94 |  |       |       |       |
|  | UMMC Ekaterinburg   |                   |                   |                     | 80                  |                        |                        |                        | 94 |  |       |       |       |
|  | Dynamo Kursk        | 67                | 59                |                     |                     |                        |                        |                        |    |  |       |       |       |
|  | Dynamo Kursk        | 67                | 59                | Sopron Basket       | Sopron Basket       | 58                     |                        |                        |    |  |       |       |       |
|  |                     |                   |                   |                     |                     |                        |                        |                        |    |  |       |       |       |
|  | Fenerbahçe          | Fenerbahçe        | 64                |                     |                     |                        |                        |                        |    |  |       |       |       |
|  | Fenerbahçe          | Fenerbahçe        | 64                |                     |                     |                        |                        |                        |    |  |       |       |       |

Fuente: Euroliga Femenina